# Bór Jodłowy w Goli
Bór Jodłowy w Goli este o arie protejată (sit de importanță comunitară — SCI) din Polonia întinsă pe o suprafață de 11,9 ha, integral pe uscat.

## Localizare
Centrul sitului Bór Jodłowy w Goli este situat la coordonatele 51°21′30″N 17°33′33″E / 51.3583°N 17.5593°E.

## Înființare
Situl Bór Jodłowy w Goli a fost declarat sit de importanță comunitară în decembrie 2012 pentru a proteja un număr necunoscut de specii din flora spontană și fauna sălbatică aflate în arealul zonei.

## Biodiversitate
Situată în ecoregiunea continentală, aria protejată conține 3 habitate naturale: Păduri de fag Luzulo-Fagetum, Păduri de stejar și carpen Galio-Carpinetum, Păduri de brad Holy Cross (Abietetum polonicum).
La baza desemnării sitului se află un număr nedeclarat de specii protejate.